# Paul Walsh (biskup)
Paul Henry Walsh (ur. 17 sierpnia 1937 w Brooklynie, Nowy Jork; zm. 18 października 2014) – amerykański duchowny katolicki, biskup pomocniczy Rockville Centre w latach 2003-2012.

## Życiorys
Święcenia kapłańskie otrzymał w dniu 9 czerwca 1966 jako dominikanin. Pracował jako kapelan college'u w Rhode Island (1966-1974), prefekt studiów w dominikańskiej uczelni w Waszyngtonie (1974-1978), a także jako proboszcz i przełożony dominikańskich wspólnot w Nowym Jorku. 13 grudnia 1984 zrezygnował z zakonu i inkardynował się jako kapłan świecki do diecezji Rockville Centre, w której pracował jako duszpasterz parafialny.
3 kwietnia 2003 mianowany biskupem pomocniczym Rockville Centre ze stolicą tytularną Abthugni. Sakry udzielił mu 29 maja tegoż roku w miejscowej katedrze bp William Francis Murphy. Jako biskup odpowiadał za zachodnią część diecezji, był także proboszczem w Roosevelt.
17 sierpnia 2012 papież Benedykt XVI przyjął jego rezygnację złożoną z powodu osiągnięcia wieku emerytalnego (75 lat).
Zmarł 18 października 2014.